# Cyphia rupestris
Cyphia rupestris är en klockväxtart som beskrevs av Franz Elfried Wimmer. Cyphia rupestris ingår i släktet Cyphia, och familjen klockväxter.
Artens utbredningsområde är Tanzania. Inga underarter finns listade i Catalogue of Life.